# EDonkey
eDonkey é uma rede de P2P, criada pela empresa alemã MetaMachine, em 2000, para a transferência de grandes arquivos, ultrapassando o limite dos gigabytes. Donkey (em português, burro ou jegue) é usado para designar arquivos muito grandes e difíceis de se obter na Internet. Surgiu logo após o Napster; e é largamente utilizada até hoje. Baseada em servidores centrais que servem ao usuário pesquisas e indexação de arquivos. Recentemente, a rede foi reanimada pelo programa open-source eMule.

## Overnet
Considerada a evolução e a 2ª geração do eDonkey, a rede Overnet é uma espécie de eDonkey "paga": é preciso comprar o software da empresa que a desenvolveu. A diferença é que a Overnet é altamente descentralizada (não possui um servidor sequer) e muito mais rápida. Atualmente, a MetaMachine fundiu a Overnet com a rede tradicional eDonkey num só programa, com a finalidade de aumentar as fontes. Os criadores do eMule criaram uma nova rede de características idênticas à Overnet, a que deram o nome de Kademlia, suportada nas versões mais recentes do software eMule.
- Em 12 de setembro de 2006, devido a uma decisão judicial da Suprema Corte dos Estados Unidos, a rede eDonkey foi fechada; e a empresa responsável, MetaMachine, deverá pagar indenização de US$ 30 milhões às gravadoras e estúdios.